# Poarta barocă din Zoltan

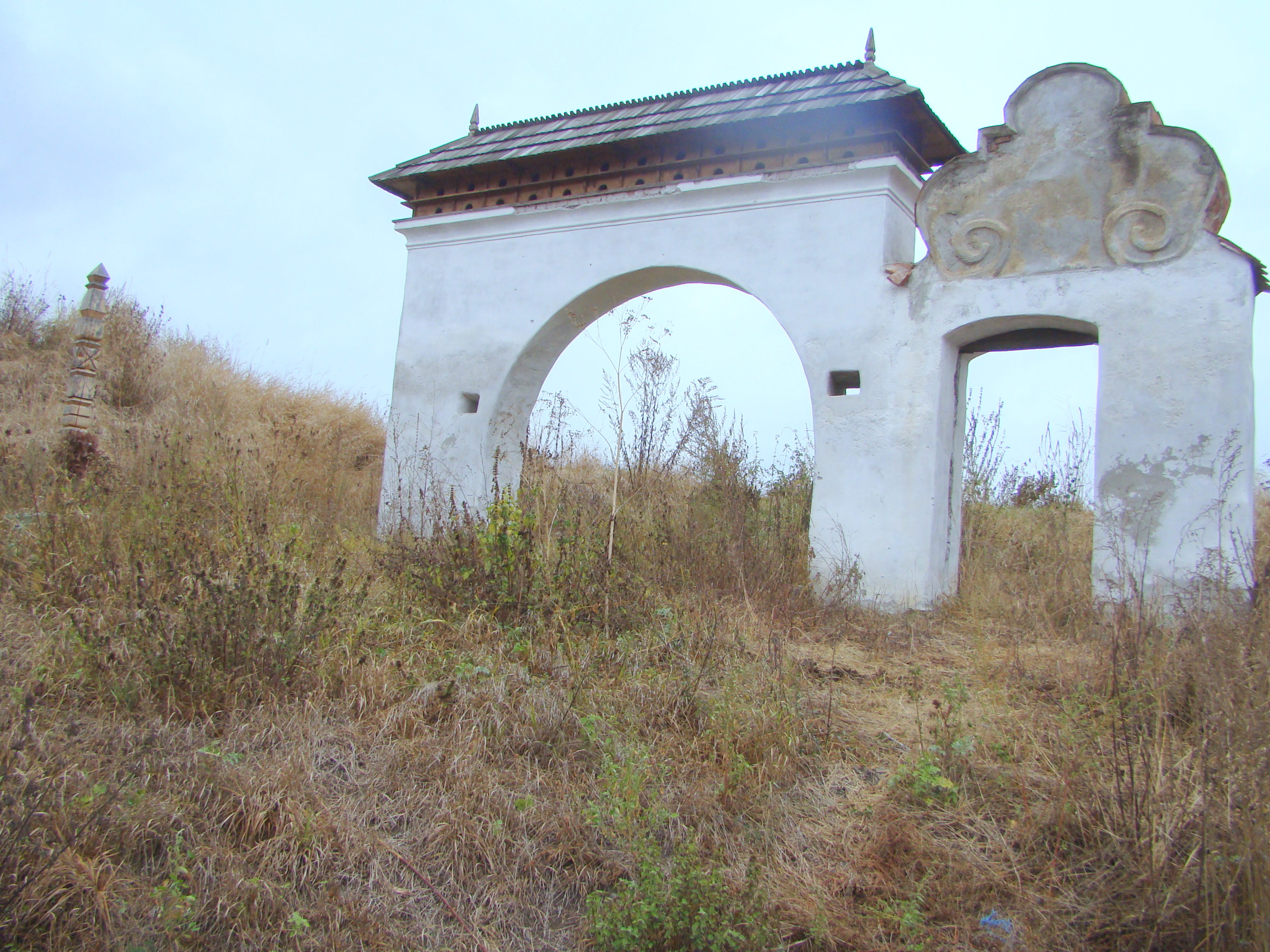
Poarta barocă din Zoltan (septembrie 2019)

Poarta barocă este un monument istoric aflat pe teritoriul satului Zoltan; comuna Ghidfalău.

## Localitatea
Zoltan (maghiară Étfalvazoltán) este un sat în comuna Ghidfalău din județul Covasna, Transilvania, România. Se află în partea central-vestică a județului, în Depresiunea Sfântu Gheorghe. Prima atestare documentară este din anul 1359, sub numele de Zoltánként.

## Istoric
Poarta aparținea conacului familiei Czirjék, construit în anul 1710. Membrii ai acestei familii sunt menționați în cartea lui László Kővári din 1854 „Cele mai faimoase familii din Transilvania”.
Domeniul familiei Czirjék din Zoltan a fost demolat la începutul anilor 1950, iar poarta se afla într-o stare avansată de deteriorare.
Renovarea porții în stil baroc a conacului Czirjék din 2010 a salvat monumentul de la dispariție.

## Imagini

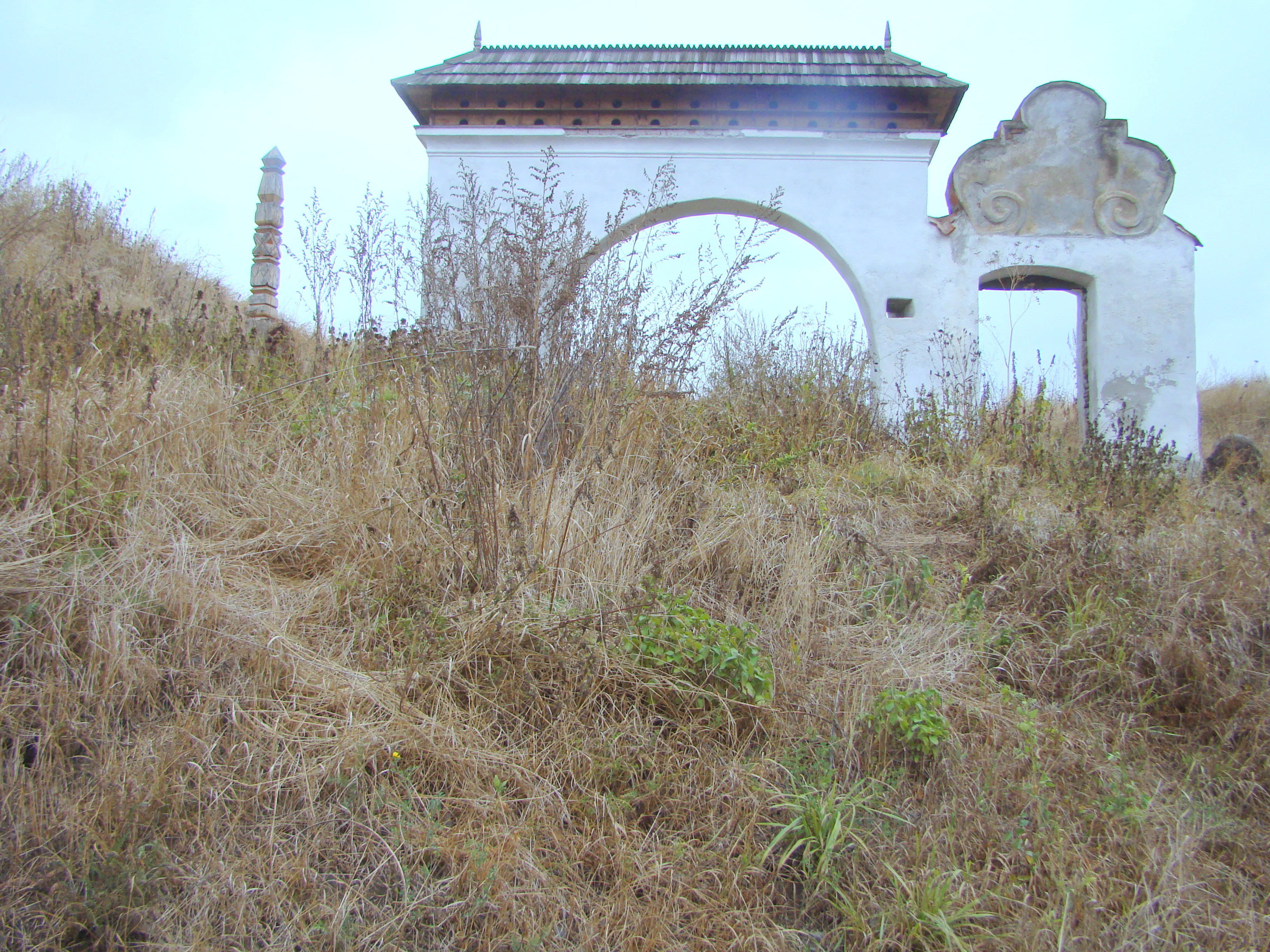
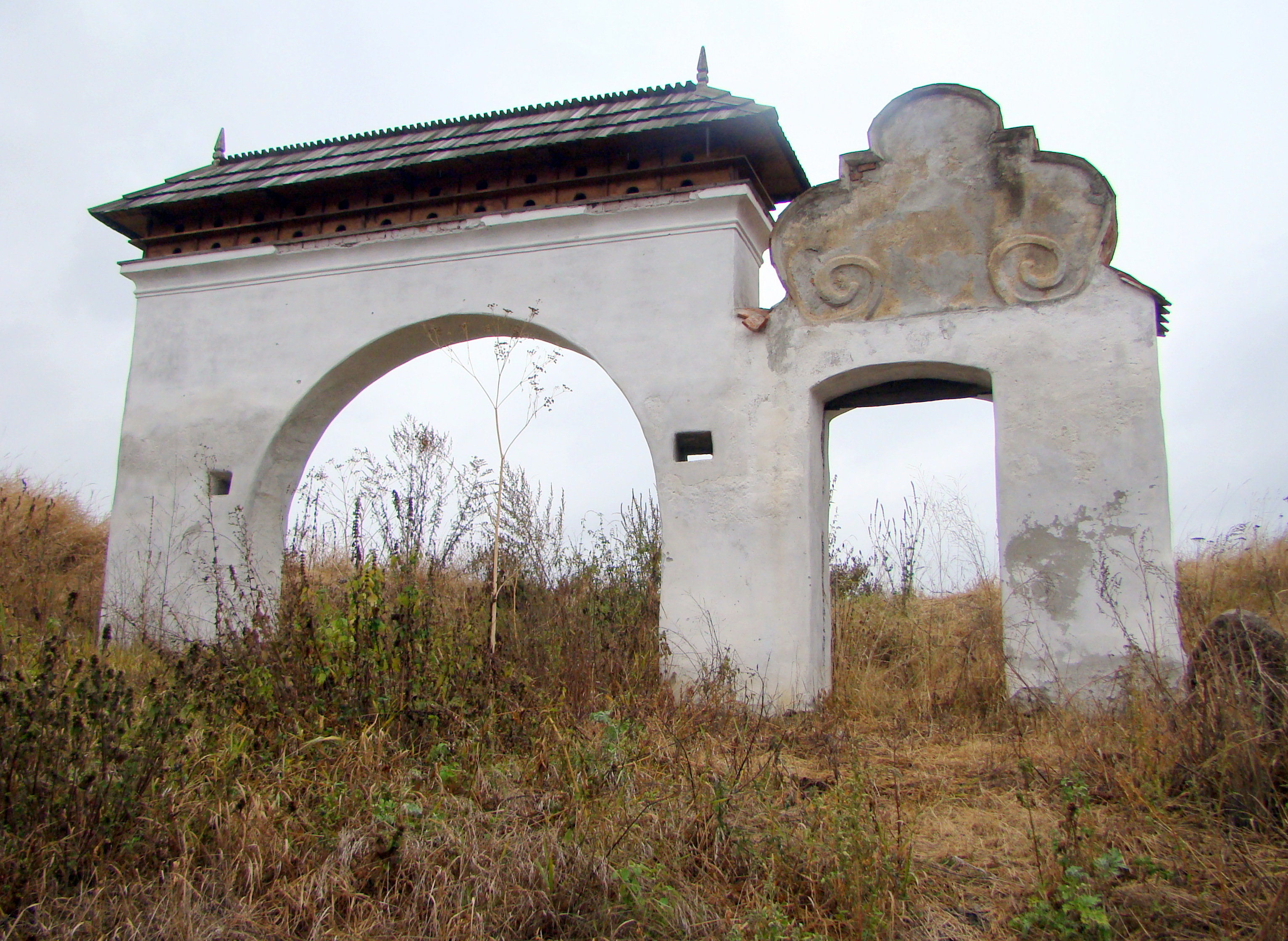
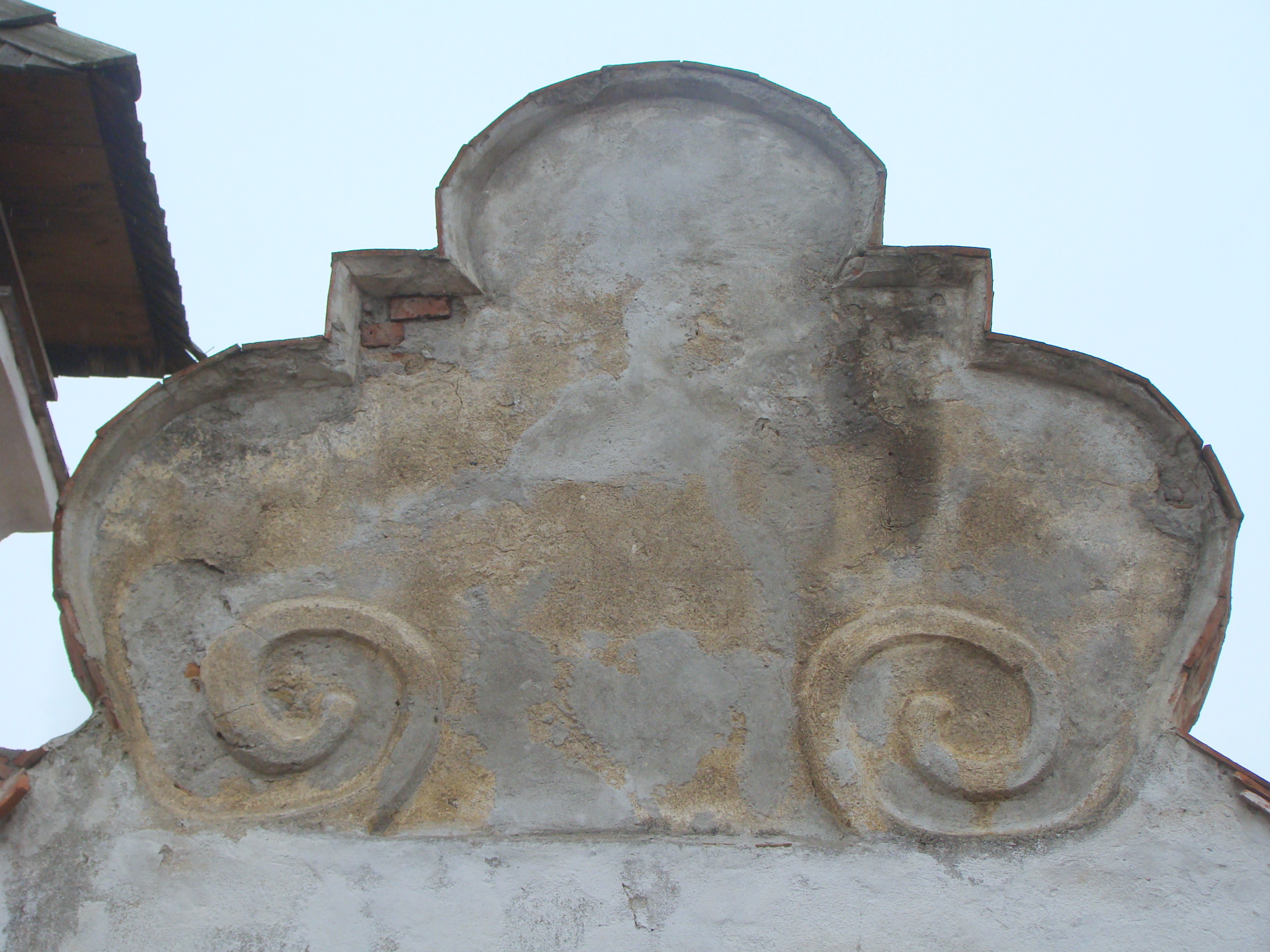
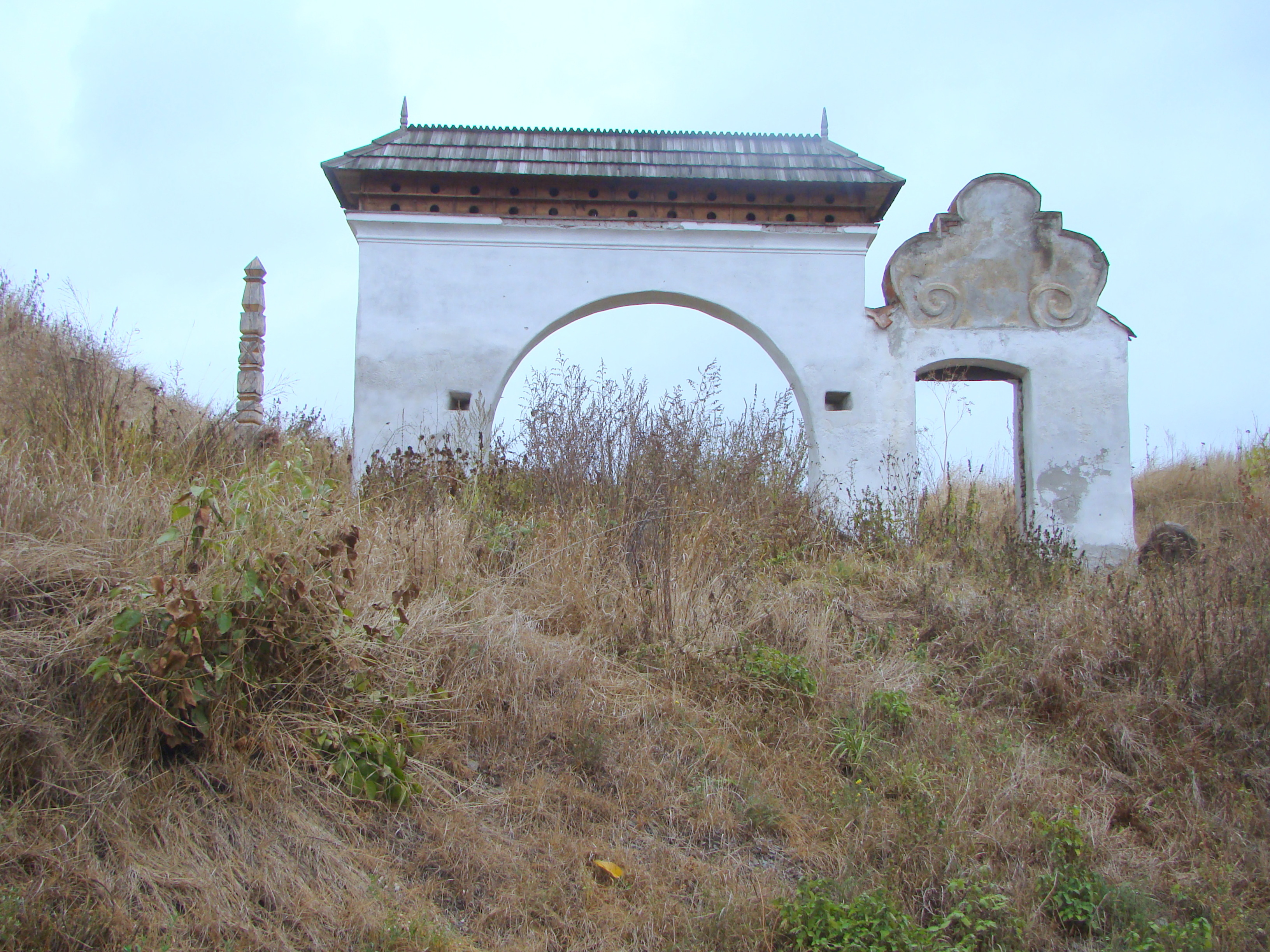

## Vezi și
- Zoltan, Covasna